# Glenda
Glenda − imię żeńskie pochodzenia celtyckiego. Pochodzi z walijskiego glan „czysty” oraz da „dobry”.
Imię to jest rzadkie w Polsce. W styczniu 2024 w rejestrze PESEL znajdowało się 20 osób o imieniu Glenda używanego jako imię pierwsze.
Odpowiedniki w innych językach: ang. Glenda, Glennda, Glanda, Glinda, Glynda.

## Osoby noszące imię Glenda
- Glenda Farrell – amerykańska aktorka
- Glenda Jackson − zmarła angielska aktorka teatralna i filmowa